# Tuk Mrkopaljski
 Tuk Mrkopaljski  falu Horvátországban, a Tengermellék-Hegyvidék megyében. Közigazgatásilag Mrkopaljhoz tartozik.

## Fekvése
Fiumétól 35 km-re keletre, községközpontjáról 3 km-re délkeletre, a horvát Hegyvidék középső részén fekszik.

## Története
A településnek 1857-ben 39, 1910-ben 71 lakosa volt. A falu a trianoni békeszerződésig Modrus-Fiume vármegye Delnicei járásához tartozott. 
A falunak 2011-ben 4 lakosa volt.

## Lakosság
| Lakosság változása | Lakosság változása | Lakosság változása | Lakosság változása | Lakosság változása | Lakosság változása | Lakosság változása | Lakosság változása | Lakosság változása | Lakosság változása | Lakosság változása | Lakosság változása | Lakosság változása | Lakosság változása | Lakosság változása | Lakosság változása |
| ------------------ | ------------------ | ------------------ | ------------------ | ------------------ | ------------------ | ------------------ | ------------------ | ------------------ | ------------------ | ------------------ | ------------------ | ------------------ | ------------------ | ------------------ | ------------------ |
| 1857               | 1869               | 1880               | 1890               | 1900               | 1910               | 1921               | 1931               | 1948               | 1953               | 1961               | 1971               | 1981               | 1991               | 2001               | 2011               |
| 39                 | 36                 | 42                 | 55                 | 91                 | 71                 | 52                 | 62                 | 51                 | 52                 | 35                 | 26                 | 16                 | 7                  | 3                  | 4                  |